# 마닐라 국제학교
마닐라 국제학교(International School Manila, 약칭 : ISM 또는 IS Manila )는 필리핀 마닐라 수도권 타귀그의 보니파시오 글로벌 시티에 위치한 사립, 비영리, 비종교적 국제 학교이다. 1920년 마닐라에 거주하는 미국인과 영국인 부모들이 American School이라는 이름으로 설립했으며, 1970년에 현재의 이름을 채택했다.
마닐라 국제학교는 동남아시아 학교 간 협회(IASAS)의 6개 회원 학교 중 하나이다.

## 역사
1920년 6월 21일, 미국과 영국의 이주민들에 의해 American School, Inc.가 설립되었다. 이 학교는 1901년부터 '미국 학교'로 불린 여러 학교 가운데 하나였다. Luis Perez-Samanillo와 같은 스페인 사업가의 토지는 이들 학교의 건립을 위해 임대되었으며, 동일한 명칭을 사용하던 기존 기관은 1911년 De La Salle Brothers에 매각되어 자체 대학을 설립하였다. 이에 따라 1920년, 해외에 거주하던 미국인 학부모들에 의해 현재의 미국 학교 설립이 요청되었다. 개교 당시에는 마닐라 606 Taft Avenue에 위치한 임대한 성공회 교회 건물에서 수업이 이루어졌으며, 8명의 교사와 1학년부터 12학년까지 총 50명의 학생이 있었다.
그 해 말에 MH 델 필라르 거리 로 이전했고, 1922년에는 파드레 파우라 거리 로 이전했는데, 두 곳 모두 마닐라에 있다. 캠퍼스는 1936년에 파사이의 도나다 거리로 이전되었다. 1942년 제2차 세계대전 중에 문을 닫았지만 1946년 9월에 다시 개장했다. 1961년에 캠퍼스는 마카티의 벨에어 근처로 이전되었다. 1970년 미국 대사관 의 추천으로 미국 학교는 마닐라 국제 학교(ISM)로 이름이 바뀌었다. 학교는 필리핀계 학생들의 입학을 허용하기 시작했으며 이러한 변화를 반영해야 했다. 같은 해에 ISM은 서부 학교 및 대학 협회 (WASC)로부터 인증을 받은 최초의 국제 학교가 되었다.
1982년에 ISM은 동남아시아 학교 연합(IASAS)에 가입했다. 2002년까지 학교는 마카티에서 현재 위치인 보니파시오 글로벌 시티 로 이전했다. 센추리 시티는 현재 마카티 캠퍼스가 있던 자리에 위치하고 있다.

## 조직과 리더십
ISM은 3개 학과로 나뉘며, 각 학과에는 교수진, 행정부, 학장이 있다. 교육감은 전반적인 행정을 총괄한다.

## 과정
유치원 교육은 3년이고, 초등 및 중등 교육은 12년이다. K-12 교육 기준은 미국 학교 시스템을 기반으로 한다. 결과적으로 교육부 가 제안한 것과는 다른 프로그램 구현이 이루어졌다.
초등학교 커리큘럼은 탐구 기반 학습을 기반으로 구성되어 있어 학생들이 자율적이고 창의적인 사고를 할 수 있도록 돕는다. 학생들이 중학교와 고등학교를 졸업하면서, 수업 스타일은 과목 기반 프로그램으로 전환되고, IB 학위로 마무리된다. AP 과정은 9학년과 10학년의 선택된 학생들에게 제공된다. 이 학교는 전 세계적으로 가장 우수한 교육 관행이 교육 과정에 포함되도록 지속적으로 커리큘럼을 검토한다. 영어를 제2외국어로 사용하지만 영어 실력이 초등학교 수준 이하인 학생을 위해 ESL 프로그램이 제공된다. 학습 지원 강사는 학교 전체에서 도움이 필요한 학생을 돕고 지도하며, 전문 학습 지원 프로그램은 특별한 도움이 필요한 어린이를 대상으로 한다. 외국어 프로그램에는 중국어, 필리핀어, 프랑스어, 일본어, 한국어, 스페인어가 포함된다. 특히, 졸업생의 약 60%가 미국에서 학부 과정을 이수한다. 이 학교는 필리핀 교육부의 인정을 받았으며 서부 학교 및 대학 협회(WASC)와 국제 학사 학위 기구(IBO)의 인증을 받았다.

## 시설
마닐라 국제학교에는 다양한 스포츠 시설이 있다. ISM은 캠퍼스에 인조 축구장과 럭비장 2개(1개는 4G 표준)와 작은 실제 잔디구장 1개를 갖추고 있다. 8개의 옥상 테니스장, 10라인 암벽등반장, 4개의 스포츠 체육관(고등학생, 중학생, 초등학생, 고등학생), 체조장, 3개의 수영장, 무술실(합기도, 태권도), 피트니스 센터, 실내 골프 센터, 웨이트 및 유산소 운동 시설이 있다. ISM은 고등학교 스포츠의 3개 시즌 동안 IASAS 대회에 참가한다.

## 저명한 동문들
- 프레드릭 C. 블레스, 미국의 비행 에이스이자 미국 공군 소장.
- KC 콘셉시온, 필리핀 배우, 가수, TV 연예인.
- 샤론 쿠네타, 필리핀 출신 배우, 가수, TV 연예인.
- 팝스 페르난데스, 필리핀 여배우, 가수, 기업가.
- 나타샤 구티에레스, 필리핀 출신 저널리스트.
- 로라 레만, 필리핀 여배우이자 미스 월드 필리핀 우승자.
- 주니 모로시 (호주 사업가)
- 폴 소리아노, 필리핀 영화 프로듀서.
- Markki Stroem, 필리핀-노르웨이 방송인.
- 크리스 빌라노코, 필리핀 예술가.
- 파르한 자이디, 캐나다 야구 임원.